# Décès en 1382
Décès
- 1378
- 1379
- 1380
- 1381
- 1382
- 1383
- 1384
- 1385
- 1386

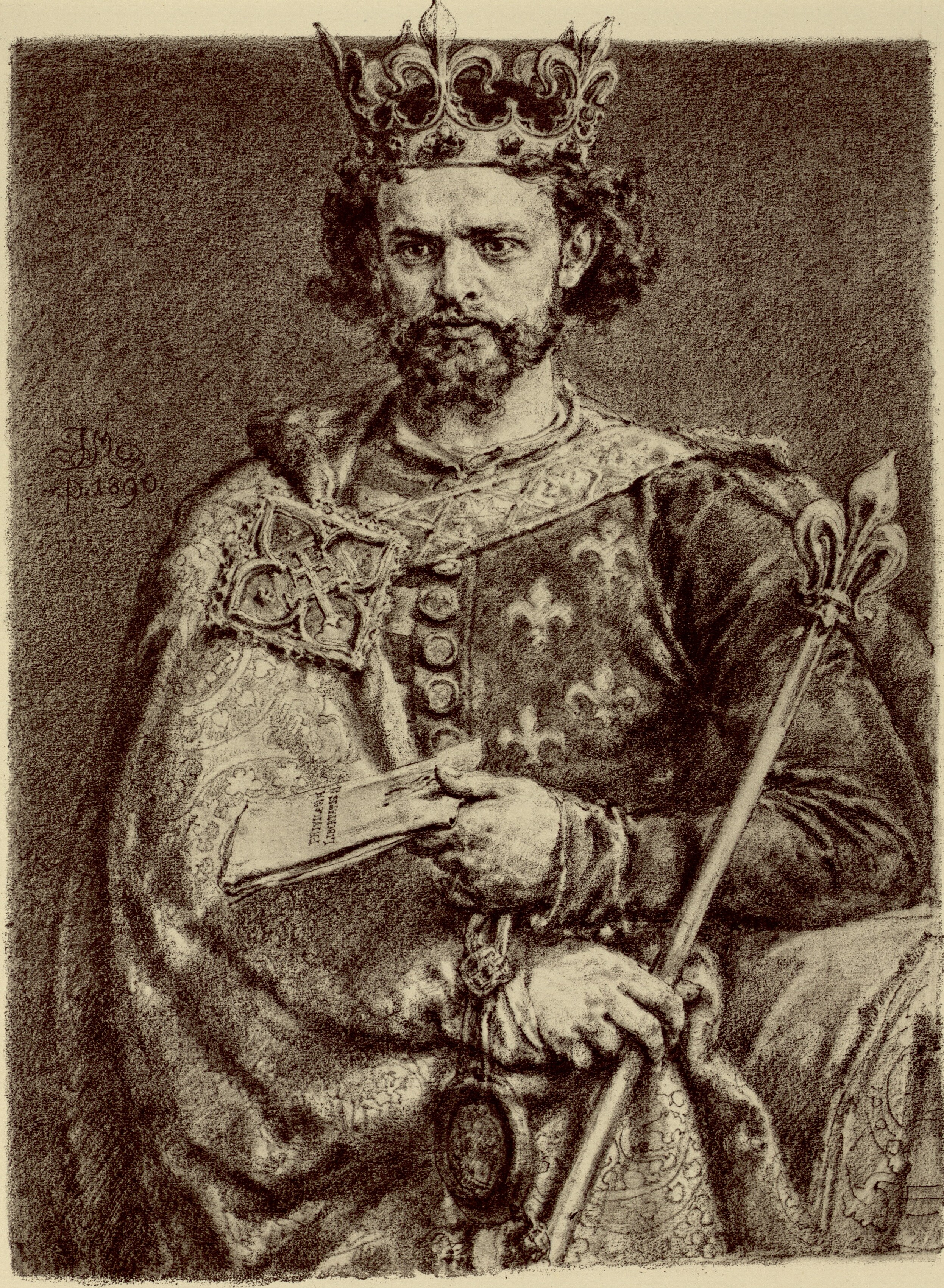
Louis Ier de Hongrie, mort en 1382.

Cette page dresse une liste de personnalités mortes au cours de l'année 1382 :
- 5 janvier : Philippa de Clarence, 5e comtesse d'Ulster.
- après le 16 janvier : Bernard II de Mecklembourg-Werle-Waren, prince de Werle-Waren.
- 23 janvier : Nicolas de Saint-Saturnin, cardinal-prêtre de Ss. Silvestro e Martino ai Monti.
- 15 février : William d'Ufford, 2e comte de Suffolk.
- 17 février : Louis de Misnie, prince-évêque de Mayence.
- 5 avril : Janusz Suchywilk,  archevêque de Gniezno et chancelier de Pologne.
- 11 avril : Jean II d'Anhalt-Zerbst,  prince allemand de la maison d'Ascanie souverain de la principauté d'Anhalt-Zerbst.
- 9 mai : Marguerite Ire de Bourgogne, princesse du royaume de France, comtesse de Bourgogne et comtesse d'Artois.
- 14 mai : Bertrand de La Tour, soixantième évêque de Toul puis évêque du Puy-en-Velay.
- 5 juin: Andrea Contarini, 60e doge de Venise.
- 18 juin : Rulman Merswin, mystique rhénan.
- 24 juin : Winrich von Kniprode, 22e  grand maître de l'Ordre Teutonique.
- 11 juillet : Nicolas d'Oresme, philosophe, astronome, mathématicien, Économiste, physicien, musicologue, théologien et traducteur.
- 27 juillet[1],[2] : Jeanne Ire de Naples, reine de Naples, comtesse de Provence et princesse d'Achaïe.
- 12 août : Renoul de Monteruc, cardinal français.
- 10 septembre : Louis Ier de Hongrie, roi de Hongrie et roi de Pologne.
- 13 septembre : Éléonore d'Aragon, reine consort de Castille.
- 14 septembre : Henri de Niemodlin, duc de Niemodlin.
- 4 octobre : Louis II Gonzague de Mantoue, noble italien, seigneur de Mantoue.
- 7 octobre : Jean III de Vienne, évêque de Besançon, de Metz et de Bâle.
- 13 octobre : Pierre II de Chypre, roi de Chypre.
- 16 octobre : Michele Morosini, 61e doge de Venise.
- 21 octobre : Bolko III d'Opole, duc d'Opole  conjointement avec ses frères et corégents et duc de Strzelce.
- 22 octobre : Albrecht von Heßberg, évêque de Wurtzbourg.
- 27 novembre : Philippe van Artevelde, capitaine de Gand et gouverneur de Flandre.
- 29 décembre : Kojima Takanori, militaire japonais de l'Époque Nanboku-chō

- Hugues Aubriot, intendant des finances et prévôt de Paris.
- Birutė, grand-duchesse de Lituanie.
- Taego Bou, maître coréen Son qui a vécu à Goryeo.
- Aymar d'Aigrefeuille, maréchal de la Cour pontificale d'Avignon.
- Louis Frédéric d'Aragon, comte de Malte et Gozo, comte de Salona, seigneur d'Égine, Zitouni, Lidoriki, Gardiki, Galaxidi et Vitrinitza (en), capitaine du château de Sidérokastron (en).
- Arnaud de La Vie de Villemur, vicomte de Villemur, seigneur de Calvinet et seigneur de Chambreuil.
- Jean II de Melun, vicomte de Melun, comte de Tancarville et Maître des eaux et forêts de France.
- Kęstutis, grand-duc de Lituanie et duc de Trakai.
- Néouya-Maryam, négus d’Éthiopie sous le nom de Wadem Asfara.
- Rulman Merswin, mystique rhénan.
- Nijō Moroyoshi, noble de cour japonais (kugyō) du début de l'époque de Muromachi, il exerce la fonction de régent kampaku.
- Catherine Visconti, noble italienne.

## Crédit d'auteurs
- Cet article est partiellement ou en totalité issu de l'article intitulé « 1382 » (voir la liste des auteurs).